# Klaus Wowereit
Klaus Wowereit, né le 1er octobre 1953 à Berlin-Lichtenrade, est un homme politique allemand membre du Parti social-démocrate (SPD).
Juriste de formation, il est élu à l'assemblée du quartier de Berlin-Tempelhof entre 1979 et 1995, et siège ensuite à la Abgeordnetenhaus. En 1999, il y prend la présidence du groupe SPD.
Après le vote d'une motion de censure contre le chrétien-démocrate Eberhard Diepgen, il devient, en 2001, bourgmestre-gouverneur de Berlin, à la tête d'une coalition rouge-verte minoritaire. Ayant remporté les élections anticipées l'année suivante, il forme une coalition rouge-rouge qui dure jusqu'en 2011, année où il change de partenaire au profit des chrétiens-démocrates.

## Biographie

### Un juriste élu local
En 1973, il obtient son Abitur et commence à étudier le droit à l'université libre de Berlin. Il passe son premier diplôme juridique d'État six ans plus tard et effectue un stage de deux ans à la cour de Tempelhof-Kreuzberg. Élu en 1979 à l'assemblée du quartier de Berlin-Tempelhof, il prend la présidence du groupe social-démocrate en 1981.

### L'ascension
Cette même année, il réussit son second diplôme juridique d'État et devient fonctionnaire auprès du sénateur de l'Intérieur, le chrétien-démocrate Heinrich Lummer. Il renonce à ce poste en 1984, lorsqu'il est nommé conseiller à l'Éducation populaire et à la Culture de Tempelhof en 1984.
Il quitte cette fonction en 1995, à la suite de son élection comme député à la Abgeordnetenhaus. Il est immédiatement désigné vice-président du groupe SPD, qui gouverne avec l'Union chrétienne-démocrate d'Allemagne (CDU). Après les élections locales de 1999, il est porté à la présidence du groupe.

### Bourgmestre-gouverneur de Berlin

#### Premier mandat éphémère
À la suite d'un scandale autour de la banque publique impliquant l'un des plus proches conseillers d'Eberhard Diepgen, au pouvoir depuis janvier 1991, le SPD décide de rompre son alliance avec la CDU et propose le vote d'une motion de censure.
Le 16 juin 2001, elle est votée avec les voix du Parti du socialisme démocratique (PDS) et de l'Alliance 90 / Les Verts (Grünen). Klaus Wowereit est investi quelques heures plus tard bourgmestre-gouverneur de Berlin. Il constitue aussitôt son premier gouvernement, prenant la tête d'une coalition minoritaire avec les écologistes qui dispose du soutien sans participation de la gauche radicale.

#### Dix ans de coalition rouge-rouge
Il convoque aussitôt des élections anticipées pour le 21 octobre 2001. Chef de file lors de ce scrutin, il s'impose avec 29,7 % des voix et 44 sièges sur 141. Pour la première fois depuis trente ans, le SPD devient la première force politique à Berlin. Lors de la formation de son deuxième gouvernement, il change de partenaire de coalition et s'associe directement avec le PDS dans une coalition rouge-rouge forte de 77 élus.
En sa qualité de chef du gouvernement régional, il préside le Conseil fédéral du 1er novembre 2001 au 31 octobre 2002. Au cours de ce mandat, il fait l'objet d'une polémique après avoir conclu, le 22 mars 2002, que la délégation du Brandebourg avait voté en faveur de la nouvelle loi fédérale sur l'immigration, alors même que ses membres avaient voté de façon discordante, ce qui n'est pas permis. La loi est tout de même promulguée par le président fédéral Johannes Rau, mais annulée pour vice de procédure par le Tribunal constitutionnel fédéral.
En novembre 2003, Klaus Wowereit déclare à lors d'une interview dans l'hebdomadaire Focus que Berlin est « pauvre, mais sexy » (arm, aber sexy). Cette phrase devient l'un des slogans de la ville et symbolise l'engouement touristique dont elle bénéficie.
À l'occasion des élections du 17 septembre 2006, il se présente pour obtenir un troisième mandat. Avec 30,8 % des voix et 53 députés sur 149 à la Abgeordnetenhaus, les sociaux-démocrates confortent leur première place dans le jeu politique municipal et réalisent leur meilleur score depuis la réunification. Wowereit choisit ensuite de maintenir sa coalition rouge-rouge, avec le nouveau parti Die Linke qui subit un recul de l'ordre de 9 points et dispose de 23 sièges, quand bien même les Grünen ont remporté le même nombre de sièges.
Il est élu vice-président fédéral du Parti social-démocrate d'Allemagne lors du congrès fédéral de Dresde le 13 novembre 2009 avec 89,6 % des voix. Il est réélu au congrès de Berlin le 5 décembre 2011 avec 87,9 % des voix.

#### En 2011, le renversement vers la CDU
Aux élections municipales du 18 septembre 2011, il se porte candidat à un quatrième mandat avec le slogan « Comprendre Berlin » (Berlin verstehen). Son score de 28,3 % lui permet de remporter 47 sièges sur 149 et de rester la première force politique de la ville-Land. Cependant, l'évolution du reste de l'échiquier politique, à savoir le nouveau recul de Die Linke, la relative montée de la CDU, la percée des Grünen et du Parti des pirates rendent impossible le maintien de l'alliance au pouvoir, désormais minoritaire.
Il tente tout d'abord de s'associer avec les écologistes, emmenés par l'ancienne ministre fédérale Renate Künast, mais finit par reconstituer une grande coalition avec l'Union chrétienne-démocrate d'Allemagne. Réinvesti bourgmestre-gouverneur de Berlin le 24 novembre suivant, il forme, quatre jours plus tard, le sénat Wowereit IV. Il est alors le premier social-démocrate à enchaîner ainsi quatre mandats et devient, le 9 décembre 2011, détenteur du record de longévité consécutive en battant la durée en fonction de son prédécesseur, revenu au pouvoir en janvier 1991.
Avec la démission de Kurt Beck, le 16 janvier 2013, il devient le doyen des chefs de gouvernement régionaux d'Allemagne et du SPD. En novembre suivant, il quitte sa vice-présidence fédérale du SPD, au profit de Thorsten Schäfer-Gümbel.

#### Démission surprise en 2014
Le 26 août 2014, il annonce qu'il quittera ses fonctions le 11 décembre suivant. Devenu la personnalité politique berlinoise la plus impopulaire, il était plombé par les retards et surcoûts cumulés de l'aéroport de Berlin-Brandenburg ainsi que par son échec lors du référendum sur l'aménagement de l'ancien aéroport de Berlin-Tempelhof, et indique s'être décidé dès le début de l'été. Le président du groupe parlementaire SPD Raed Saleh (de) indique rapidement qu'il souhaite prendre sa succession. Cependant le 8 novembre, le congrès du SPD berlinois investit comme successeur le bourgmestre et sénateur pour le Développement urbain, Michael Müller, qui l'emporte contre Saleh et le président régional du parti Jan Stöß. À la date prévue, Müller est investi à sa succession par 87 voix contre 58. Au pouvoir pendant plus de 13 ans, il établit le record du plus long mandat consécutif à la tête de Berlin depuis la fin de la Seconde Guerre mondiale.

### Relations franco-allemandes
Entre 2007 et 2011, Klaus Wowereit est plénipotentiaire pour les relations culturelles franco-allemandes dans le cadre du traité de l'Élysée, succédant à Peter Müller, le ministre-président de la Sarre. Sa fonction est de représenter, pendant quatre ans, les seize Länder allemands pour les relations culturelles et éducatives avec la France. Culture et éducation sont en Allemagne en grande partie du ressort des Länder et non de l’État fédéral. Il est remplacé par Peter Müller au 1er janvier 2011.

### Vie privée
Klaus Wowereit déclare publiquement être homosexuel lors de la campagne pour les élections législatives à Berlin de 2001, lors d'un meeting du SPD. Il prononce la phrase : « Je suis homo, et c'est aussi bien comme ça » (« Ich bin schwul, und das ist auch gut so. »), qui est considérée comme marquant un tournant historique au moment où l'union civile pour les couples de même sexe était instaurée en Allemagne.
Il rencontre en 1993 le neurochirurgien Jörn Kubicki, avec lequel il vit depuis 2005. Son partenaire décède en mars 2020 des suites d'une infection à la Covid-19.